# 阮子坦
阮子坦（越南语：／；？年—1892年前），越南阮朝勤王運動人物。

## 生平
阮子坦是廣南省奠磐府濰川縣新安總福洲村人，建福元年（1884年），參加承天場鄉試，考中舉人。咸宜元年（1885年），阮朝開會試恩科，阮子坦預試，四月會試中格，五月參加庭試。庭試成績本定於五月二十五日公佈，但二十二日晚，尊室說策劃襲擊法國軍隊，襲擊失敗後帶著咸宜帝逃出京城，勤王運動爆發，該科庭試成績就此作廢。
阮子坦回鄉後響應勤王，自稱參佐，招攬義軍。同慶二年（1887年），阮子坦向阮廷出首投降，阮廷准許他回鄉定居。
成泰四年（1892年），阮朝開會試科，准許成泰元年沒有參加庭試的乙酉科會試中格諸人參加該科庭試，阮子坦在庭試前因病去世。